# Tuszyn (Dzierżoniów)

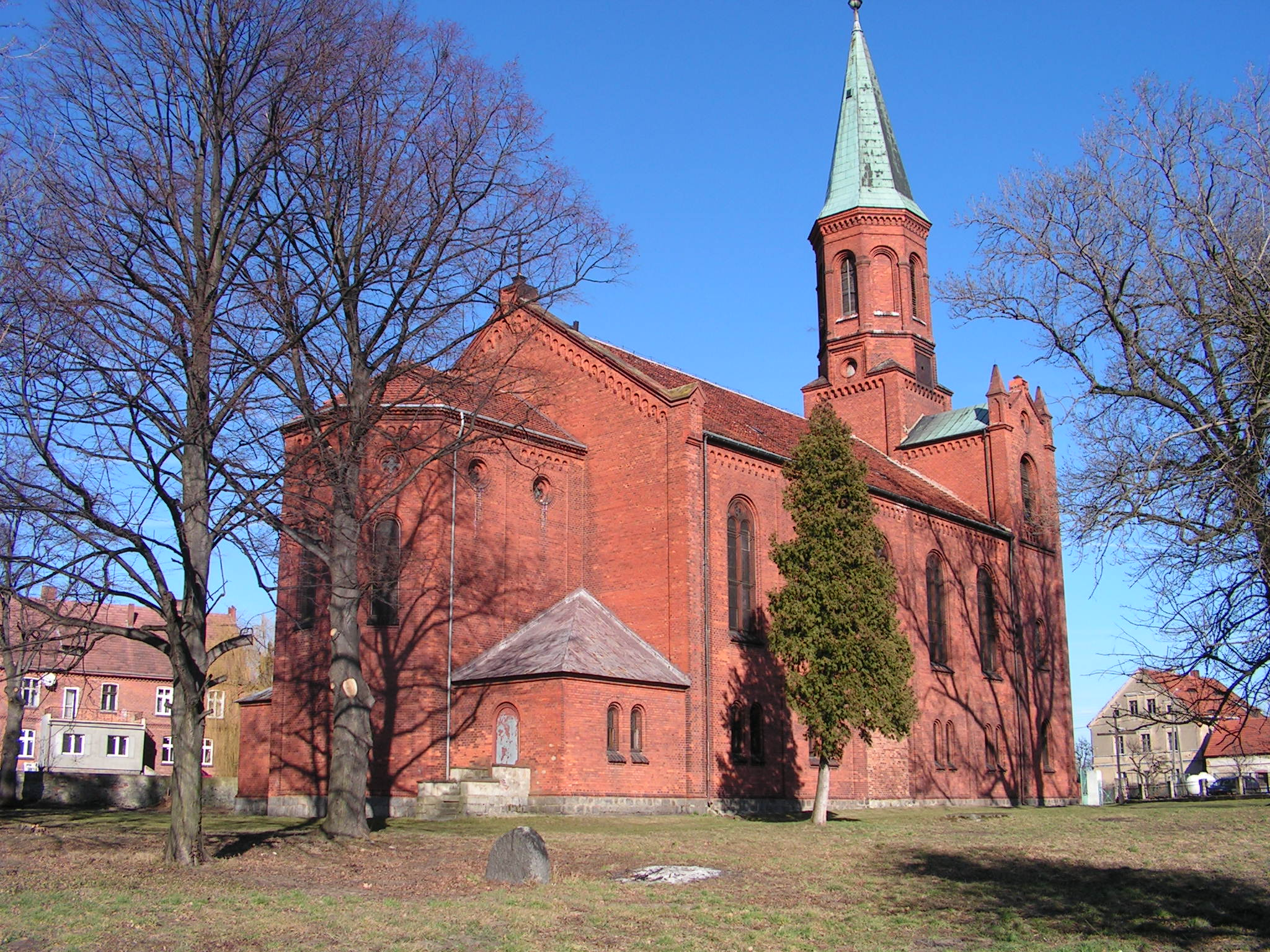
Herz-Jesu-Kirche

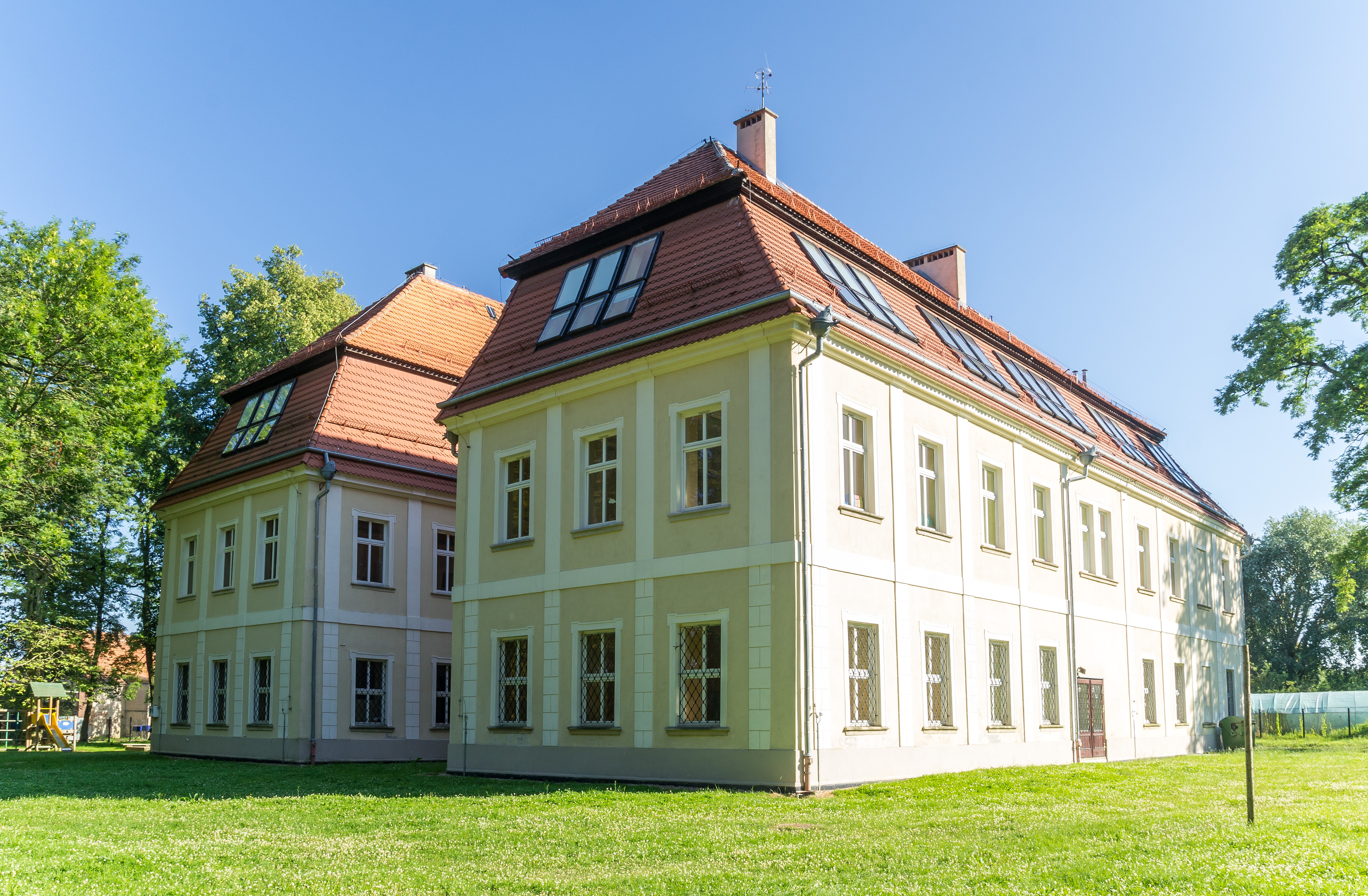
Schloss Hennersdorf

Tuszyn (deutsch Hennersdorf; veraltet auch Heinersdorf bzw. Heinrichsdorf, schlesisch Hennerschdurf) ist ein Dorf in der Landgemeinde Dzierżoniów (Reichenbach) im Powiat Dzierżoniowski der Woiwodschaft Niederschlesien in Polen.

## Lage
Tuszyn liegt etwa 12 Kilometer nordöstlich von Dzierżoniów (Reichenbach) und 46 Kilometer südwestlich von Breslau.
Nachbarorte von Tuszyn sind Grodziszcze (Gräditz) im Westen, Kiełczyn (Költschen) und Książnica (Pfaffendorf) im Norden, Jaźwina (Langseifersdorf) im Osten, Włóki (Dreißighuben) im Süden. 

## Geschichte
„Heinrichsdorff“ wurde im Jahre 1369 in einer Urkunde erwähnt. Es gehörte zum Herzogtum Schweidnitz, das nach dem Tod des Herzogs Bolko II. von Schweidnitz 1368 erbrechtlich an die Krone Böhmen fiel, wobei Bolkos II. Witwe Agnes von Habsburg bis zu ihrem Tod 1392 ein Nießbrauch zustand.
1626 gehörte es dem Hans von der Heide. 1691 bestand Hennersdorf aus 18 großen Hufen auf denen an Silberzinsen drei Taler und 12 Groschen, davon Robotgeld zwei Taler, zu leisten waren. Wegen gewisser ihnen auferlegten Steuern, behaupteten die Bauern vom Robotgeld befreit zu sein, weshalb sie zwei Jahre davon verschont blieben. Seit 1691 zinsten sieben Gärtner je einen Taler, 20 Auenhäusler je zwölf Groschen und 18 Groschen Robotgeld, drei Handwerker jährlich je drei Taler 27 Groschen, sechs Hausleute je sechs Groschen und jede Außenstelle je 15 Groschen. Es waren 26 Bauern, von den nur sieben über mehr als eine Hufe Land besaßen. Insgesamt waren bis 1740 17 Hufen angebaut.
Die gesamte Silberzins-Einnahme in Hennersdorf betrug 110 Taler und neun Groschen. Die Zahl der Gärtner, Angerhäusler und Handwerker veränderte sich im Laufe der Zeit. 1740 waren in Hennersdorf fünf Handwerker, davon zwei Bäcker, zwei Schmiede und ein Fleischer ansässig. 1739 wurde für jeden Einwohner ein Schutzgeld in Höhe von zwei Taler acht Groschen erhoben, ferner ein Konsens (Zustimmung) zur Verheiratung von einem Taler 30 Groschen und Strafgeld von zwei Taler 24 Groschen. Damit erhöhte sich die Einnahme in Hennersdorf bis zum Jahre 1740 auf 154 Taler und 18 Groschen. 1740 war der Grundherr von Hennersdorf der Justizrat von der Heide, dem bis 1769 die Herren von Schweinitz folgten und in den 1780er Jahren Dorothea Elisabeth geborene von Schweinitz.
Nach dem Ersten Schlesischen Krieg fiel Hennersdorf 1741/42 mit dem größten Teil Schlesiens an Preußen. Die vormaligen Verwaltungsstrukturen wurden aufgelöst und Hennersdorf in den Landkreis Reichenbach eingegliedert, mit dem es bis 1945 verbunden blieb. 1785 zählte Hennersdorf ein herrschaftliches Schloss, ein Vorwerk, eine evangelische Kirche, ein Pfarrhaus, ein Schulhaus, 20 Bauern, 15 Gärtner, 16 Häusler und 350 meist evangelische Einwohner.
1845 zählte Hennersdorf 71 Häuser, ein herrschaftliches Schloss mit Türmchen und Ziergarten, ein Vorwerk, 584 Einwohner (davon 121 katholisch), eine 1742 gegründete evangelische Kirche (ohne Widum). Patrone waren die Dominien Hennersdorf, Költschen, Pfaffendorf, Endersdorf und die königliche Regierung, die sämtlich nebst Ober-Seifersdorf und halb Nieder-Seifersdorf eingepfarrt waren, eine 1742 gegründete evangelische Schule (eingeschult Hennersdorf, Költschen, Endersdorf, und Ober-Seifersdorf), katholische Kirche zu Költschen, ein Gemeinde- und Armenhaus, eine Roßmühle, eine herrschaftliche Brauerei, eine herrschaftliche Brennerei, drei Wirtshäuser, 45 Baumwollwebstühle, acht Leinwebstühle, 22 Handwerker und vier Händler. Damals gehörte Hennersdorf dem Landrat von Prittwitz-Gaffon.
1874 wurde aus den Landgemeinden Hennersdorf und Ober-Langseifersdorf und deren Gutsbezirken der Amtsbezirk Hennersdorf gebildet. Die Verwaltung übernahm zunächst der Amtsvorsteher in Hennersdorf, der Rittergutsbesitzer Konrad von Prittwitz-Gaffron für sechs Jahre.
Als Folge des Zweiten Weltkriegs fiel Hennersdorf 1945 mit dem größten Teil Schlesiens an Polen und wurde in Tuszyn umbenannt. Die deutsche Bevölkerung wurde, soweit sie nicht schon vorher geflohen war, weitgehend vertrieben. Die neu angesiedelten Bewohner waren teilweise Zwangsumgesiedelte aus Ostpolen, das an die Sowjetunion gefallen war.

## Sehenswürdigkeiten
- Herz-Jesu-Kirche, erbaut von 1900 bis 1902 im neuromanischen Stil, früher evangelische Pfarrkirche, heute katholische Filialkirche.
- Schloss Hennersdorf, barockes Gebäude aus dem 18. Jahrhundert, umgeben von einem Landschaftspark.